# Фудзии, Тэцуя
| Открытые астероиды: 22 Все открытия сделаны совместно с Кадзуро Ватанабэ | Открытые астероиды: 22 Все открытия сделаны совместно с Кадзуро Ватанабэ |
| ------------------------------------------------------------------------ | ------------------------------------------------------------------------ |
| 4645 Tentaikojo                                                          | 16 сентября 1990                                                         |
| (4676) Уэдасэйдзи                                                        | 16 сентября 1990                                                         |
| 4714 Toyohiro                                                            | 29 сентября 1989                                                         |
| (4718) Араки                                                             | 13 ноября 1990                                                           |
| 4743 Kikuchi                                                             | 16 февраля 1988                                                          |
| (4750) Мукаи                                                             | 15 декабря 1990                                                          |
| 4971 Hoshinohiroba                                                       | 30 января 1989                                                           |
| 4975 Dohmoto                                                             | 16 сентября 1990                                                         |
| 5180 Ohno                                                                | 6 апреля 1989                                                            |
| (5192) Ябуки                                                             | 4 февраля 1991                                                           |
| (5357) 1992 EL                                                           | 2 марта 1992                                                             |
| 5474 Gingasen                                                            | 3 декабря 1988                                                           |
| (6246) Комуротору                                                        | 13 ноября 1990                                                           |
| (6381) Тояма                                                             | 21 февраля 1988                                                          |
| 7418 Akasegawa                                                           | 11 марта 1991                                                            |
| 9602 Oya                                                                 | 31 октября 1991                                                          |
| 9871 Jeon                                                                | 28 февраля 1992                                                          |
| 16439 Yamehoshinokawa                                                    | 30 января 1989                                                           |
| (16449) Кигояма                                                          | 29 сентября 1989                                                         |
| (21015) 1988 UF                                                          | 16 октября 1988                                                          |
| (29159) 1989 GB                                                          | 2 апреля 1989                                                            |
| (37565) 1988 VL3                                                         | 3 ноября 1988                                                            |

Тэцуя Фудзии (яп. 藤井 哲也 Фудзии Тэцуя, 1960) — японский астроном-любитель и первооткрыватель астероидов, работающий в обсерватории Китами. Совместно с другим японским астрономом Кадзуро Ватанабэ обнаружил 22 астероида.
В знак признания его заслуг одному из астероидов было присвоено его имя (4343) Тэцуя.